# Генрик Недзведзький
Генрик Владислав Недзведзький (пол. Henryk Władysław Niedźwiedzki; 6 квітня 1933 — 9 лютого 2018) — польський боксер, олімпійський призер.

## Аматорська кар'єра
На Олімпійських іграх 1952 в категорії до 54 кг в першому бою нокаутував Роналда Говера (Австралія), а в другому програв Пенті Хемелайнену (Фінляндія).
На чемпіонаті Європи 1955 програв у першому бою в категорії до 60 кг.
На Олімпійських іграх 1956 завоював бронзову медаль в категорії до 57 кг.
- В 1/8 фіналу переміг Леонарда Лейшинга (ПАС)
- У чвертьфіналі переміг Трістана Фальфана (Аргентина)
- У півфіналі програв Володимиру Сафронову (СРСР)